# FAPSI

Emblemat FAPSI

FAPSI (ros.: Федеральное Агентство Правительственной Связи и Информации, Federalna Agencja ds. Komunikacji i Informacji Rządowej) – rosyjska agencja państwowa zajmująca się wywiadem elektronicznym i ochroną państwowej komunikacji. Utworzona pod koniec 1991, a formalnie zniesiona dekretem prezydenckim w marcu 2003. Obecnie jej funkcje pełni Służba Specjalna ds. Komunikacji i Informacji, tzw. Specswjaz.
Specswjaz dysponuje satelitami oraz systemami do przechwytywania fal radiowych. Zajmuje się m.in. ochroną tajemnic państwowych, przetwarzaniem informacji i kontrolą kanałów łączności, a także szyfrowaniem. Jest odpowiedzialny za bezpieczeństwo łączności szyfrowej, tworzenie szyfrów, odpowiada za szyfry dla najważniejszych instytucji państwowych i prywatnych. Wydaje licencje na import i eksport technologii informacyjnych. Uznawany za odpowiednik amerykańskiej Narodowej Agencji Bezpieczeństwa (NSA).